# Jason Sands
Pour les articles homonymes, voir Sands.
 (septembre 2014).
Si vous disposez d'ouvrages ou d'articles de référence ou si vous connaissez des sites web de qualité traitant du thème abordé ici, merci de compléter l'article en donnant les références utiles à sa vérifiabilité et en les liant à la section « Notes et références ».
Jason Sands est un réalisateur, producteur et monteur de télévision américain. Né le 3 février 1964 dans le Minnesota, après plus de vingt ans de carrière, Jason Sands a su varier les genres pour donner à ses téléfilms un style différent : on remarque surtout Nashville.

## Biographie
Il a travaillé pour plusieurs chaînes comme MTV, Discovery Channel ou Travel Channel, pour laquelle il a du réaliser des documentaires variés.
Son travail de monteur a surtout profité à la chaîne American Broadcasting Company avec Motown 40
On le remarque aussi dans la production avec le tsunami de 2005, ou dans les clips des groupes musicaux Black Eyed Peas, James Brown, Carlos Santana, John Legend, P!nk and Justin Timberlake.

## Filmographie
La filmographie ne comprend aucun long ou court métrage pour le cinéma, le cas échéant sera précisé

### Producteur et monteur
- 1995 : The Concert for the Rock and Roll Hall of Fame (un segment)
- 1997 : The Jenny McCarthy Show (un segment)
- 1999 : The 21 Hottest Stars Under 21 (un segment)
- 1999 : 1st Annual Tv Guide Awards (un segment)
- 1999 : Rock and Roll Hall of Fame Induction Ceremony (un segment)
- 2000 : BattleBots (un segment)
- 2000 : Trigger Happy TV
- 2000 : 2000 MTV Movie Awards (un segment)
- 2001 : Farmclub.com
- 2001 : 2001 MTV Movie Awards
- 2001 : My VH1 Music Awards
- 2002 : The 44th Annuel Grammy Awards
- 2002 : VH1 Big in 2002 Awards
- 2003 : Jimmy Kimmel Live!
- 2003 : Nashville
- 2003 : Rocket Challenge
- 2003 : DVD Exclusive Awards
- 2004 : Rock and Roll Hall of Fame Induction Ceremony
- 2004 : In Search of the Partridge Family
- 2004 : Laguna Beach
- 2005 : Rock and Roll Hall of Fame Induction Ceremony (un segment)
- 2006 : Home James

### Réalisateur
- 1996 : Buzzkill
- 1999 : Destination Style
- 2000 : Trigger Happy TV
- 2000 : BattleBots
- 2003 : Rocket Challenge
- 2005 : Home James
- 2005 : Repo Girls
- 2005 : Laguna Beach
- 2007 : The Hills
- 2007 : hey Paula